# Воля-Свійчівська
Воля-Свійчівська — село в Україні, у Оваднівській сільській громаді Володимирського району Волинської області. Населення становить 117 осіб.

## Історія
Село засноване у 1577 році. До 1936 року носило назву Волиця. У 1906 році село Вербської волості Володимир-Волинського повіту Волинської губернії. Відстань від повітового міста 16 верст, від волості 16. Дворів 42, мешканців 218.
До 23 червня 2016 року село підпорядковувалось Галинівській сільській раді Володимир-Волинського району Волинської області.
12 червня 2020 року, відповідно до розпорядження Кабінету Міністрів України № 708-р «Про визначення адміністративних центрів та затвердження територій територіальних громад Волинської області», увійшло до складу Оваднівської сільської територіальної громади.
19 липня 2020 року, в результаті адміністративно-територіальної реформи та ліквідації  Володимир-Волинського району(1940—2020), село увійшло до новоутвореного Володимир-Волинського району (від 18 липня 2022 Володимирського).

## Населення
Згідно з переписом УРСР 1989 року чисельність наявного населення села становила 119 осіб, з яких 52 чоловіки та 67 жінок.
За переписом населення України 2001 року в селі мешкало 117 осіб.

### Мова
Розподіл населення за рідною мовою за даними перепису 2001 року:
| Мова       | Відсоток |
| ---------- | -------- |
| українська | 99,15 %  |
| російська  | 0,85 %   |